# Hohes Zypergras
Das Hohe Zypergras (Cyperus longus), auch Langes Zypergras oder Langästige Zypergras genannt, ist eine Pflanzenart aus der Gattung Zypergräser (Cyperus) innerhalb der Familie der Sauergrasgewächse (Cyperaceae).

## Beschreibung

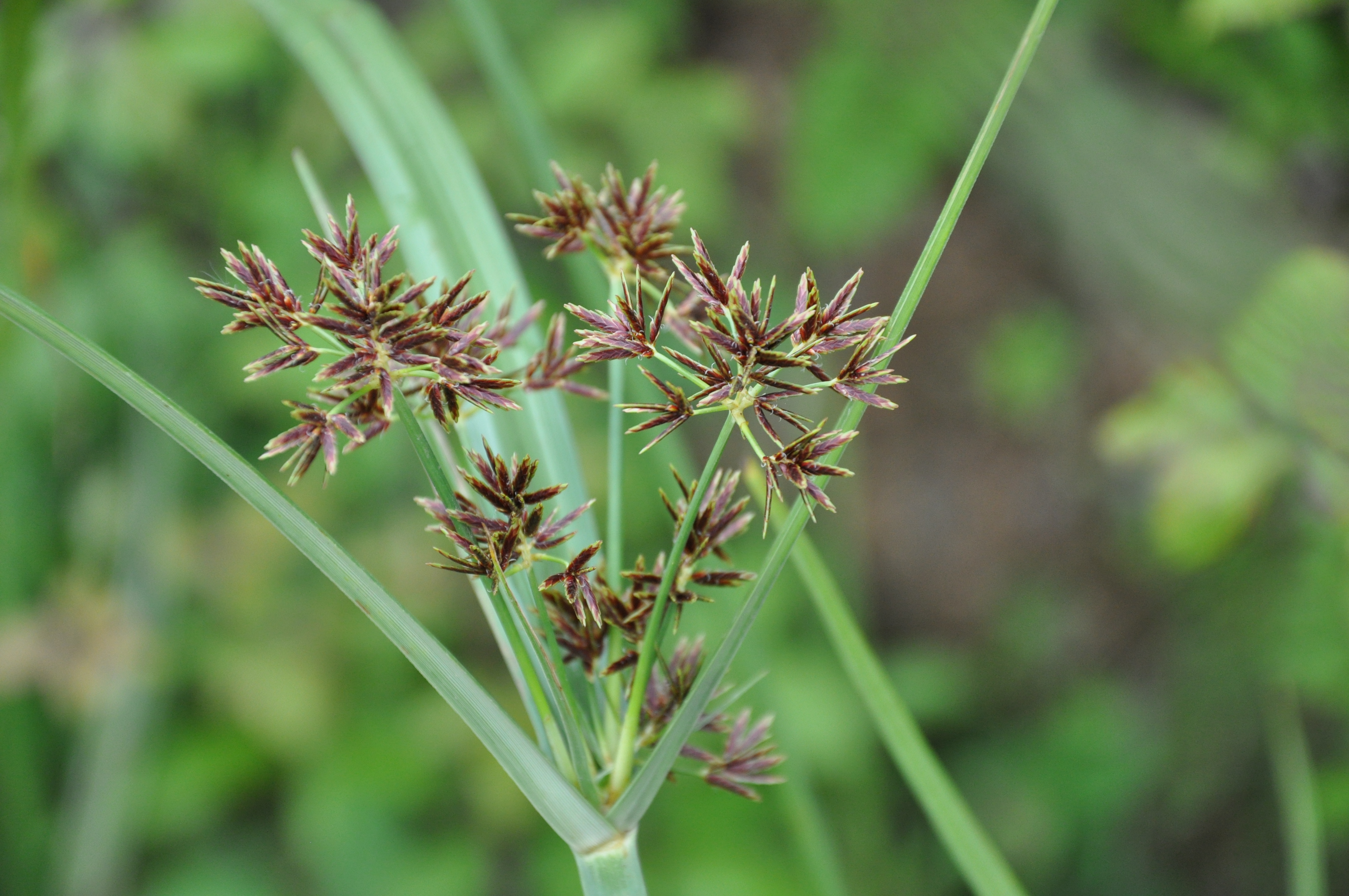
Blütenstand

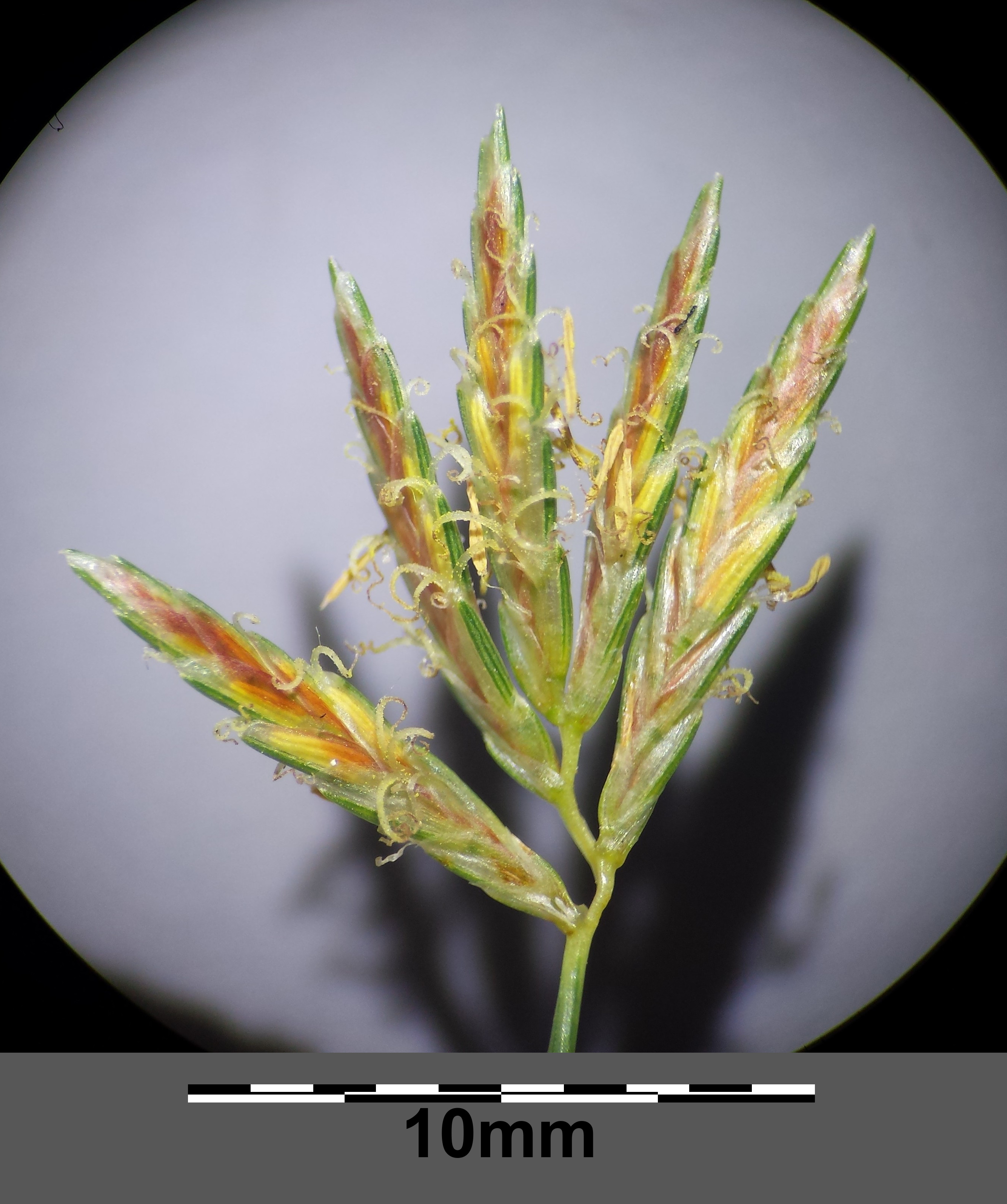
Ährchen

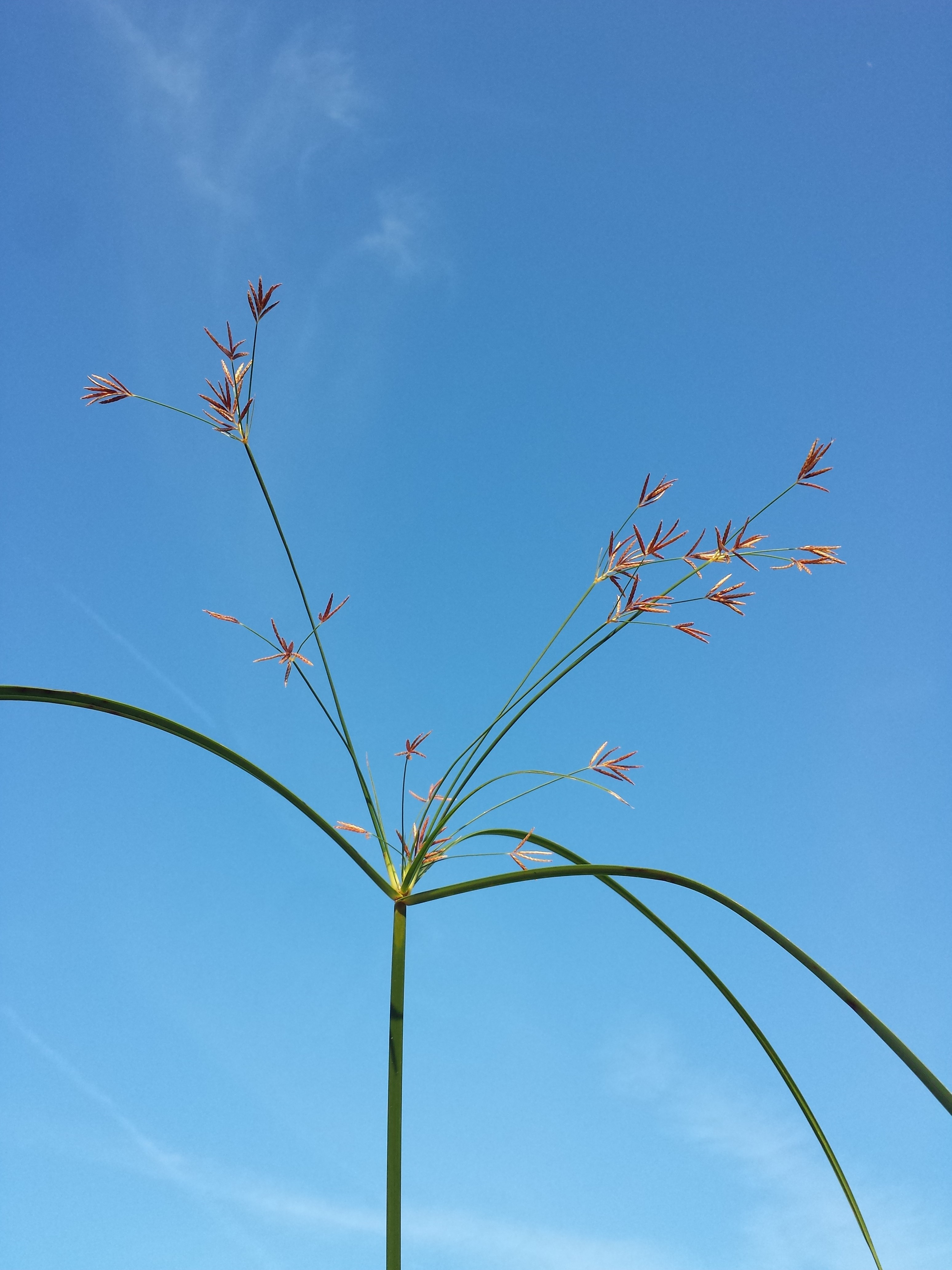
Blütenstand von Cyperus longus subsp. longus

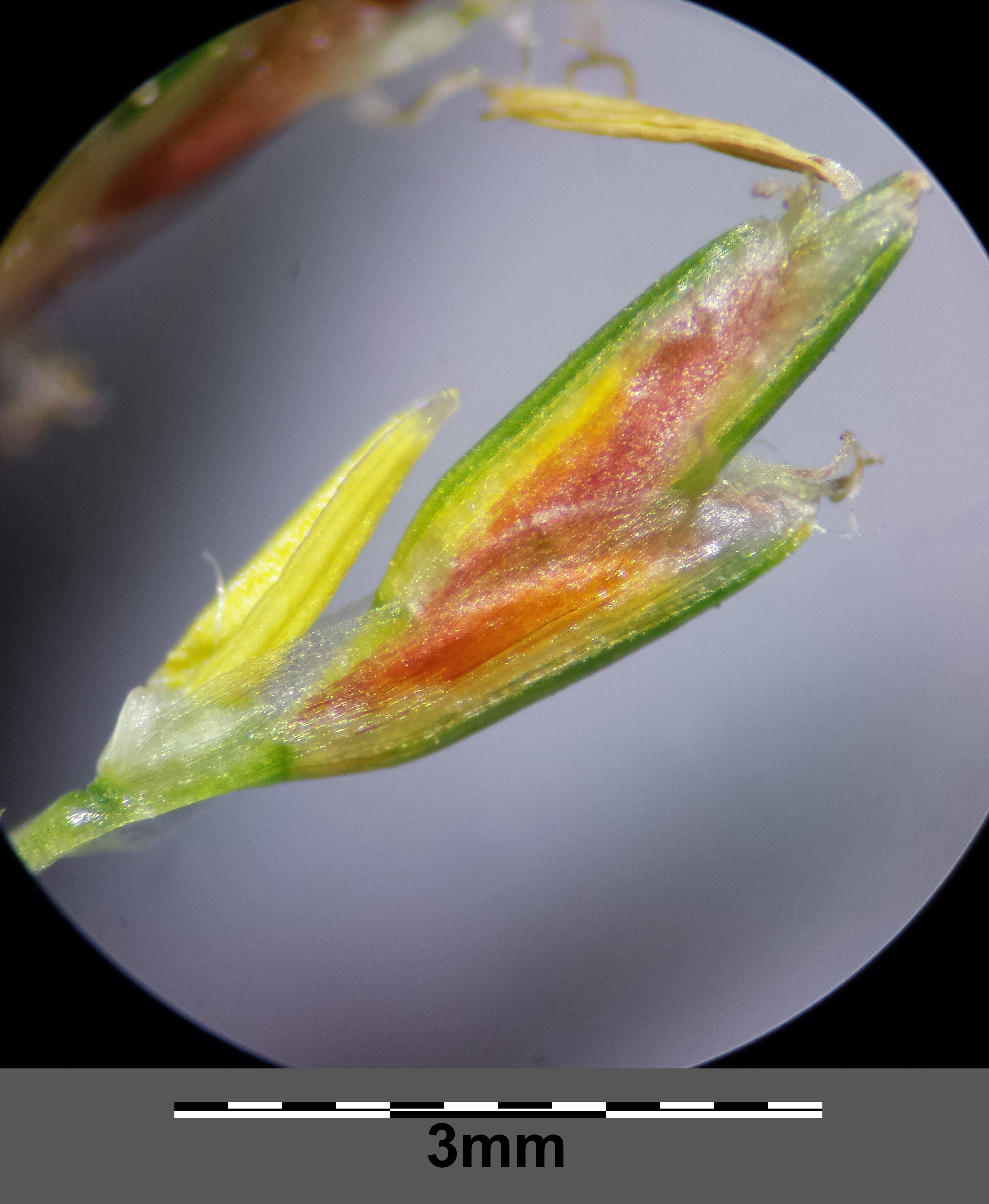
Ährchen mit breit geflügelter Rhachis

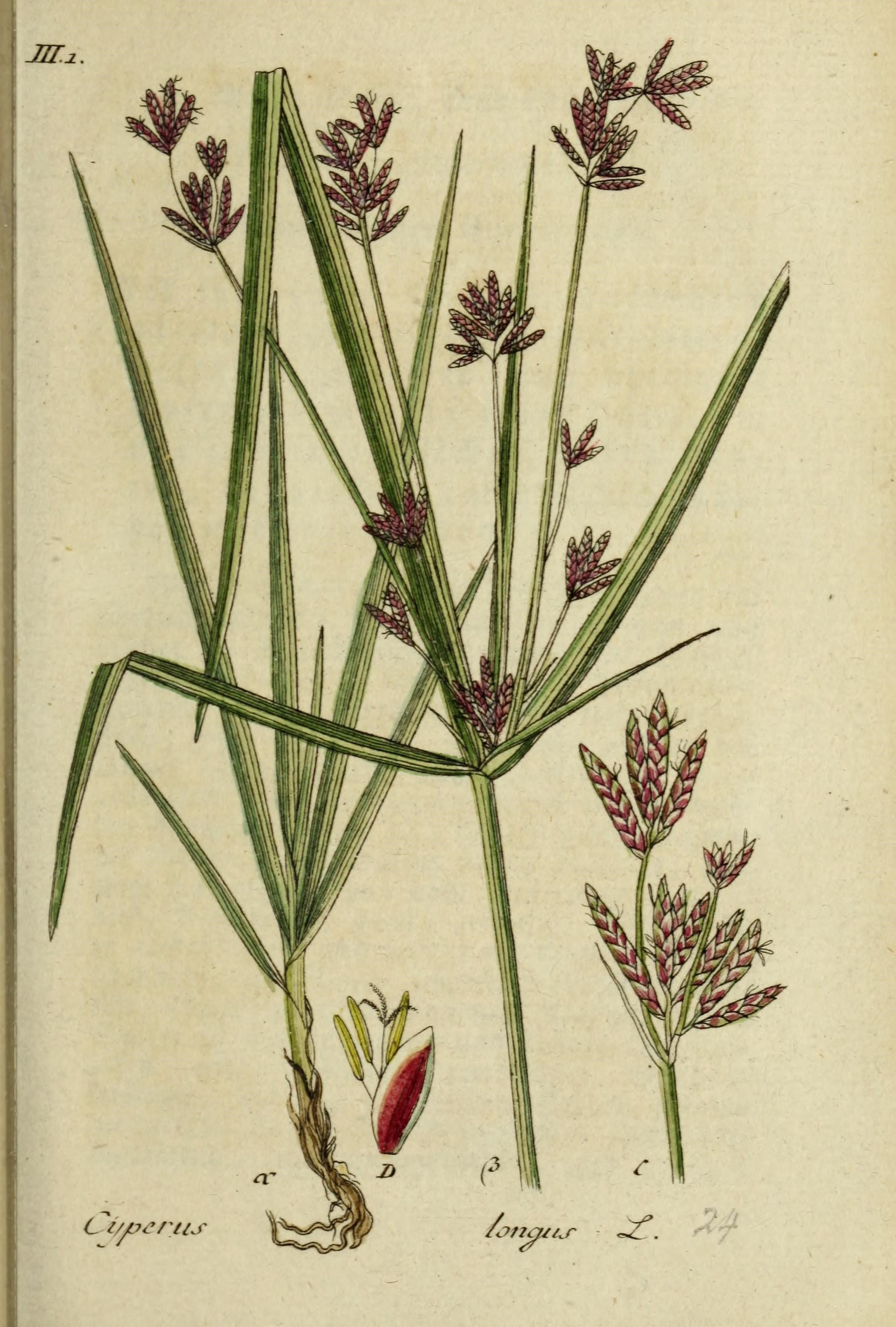
Illustration aus Deutschlands Flora in Abbildungen nach der Natur

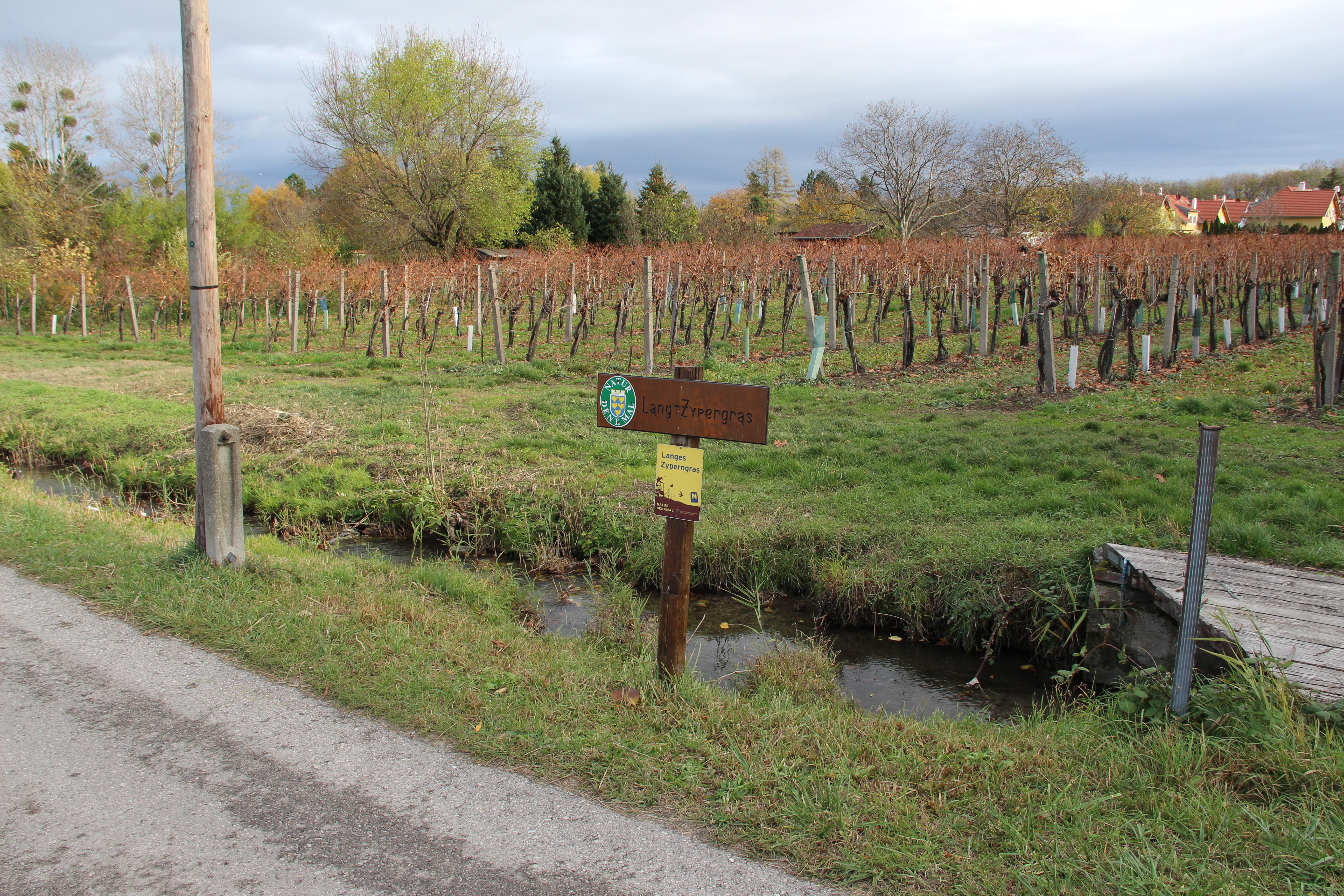
Biotop bei Bad Vöslau, Niederösterreich

### Vegetative Merkmale
Das Hohe Zypergras wächst als ausdauernde krautige Pflanze und erreicht Wuchshöhen von meist 70 bis 130 (40 bis zu 190) Zentimetern. Sie bildet lange, dicke Ausläufer. Der glatte Stängel ist am Grund bis zu 8 Zentimeter dick und dreikantig mit eingesenkten Seitenflächen und an seiner Basis von den verlängerten bräunlichen Blattscheiden bedeckt.
Die einfachen Laubblätter sind bis 4, selten bis zu 7 Millimeter breit und meist kürzer als der Stängel; sie befinden sich am Grund des Stängels und sind am Kiel und an den Rändern rau.

### Generative Merkmale
Unterhalb des Blütenstandes sind meist drei bis sechs Hochblätter vorhanden, das unterste Hochblatt ist oft 50 bis 60 Zentimeter lang. Der Blütenstand ist eine sechs- bis zehnstrahlige Spirre. Einzelne Spirrenäste sind bis zu 35 Zentimeter lang. Die Spirrenstrahlen 2. Ordnung sind borstenförmig und bis 10 Zentimeter lang. Drei bis zwölf Ährchen sind in Gruppen und am oberen Ende der Spirrenstrahlen fast zweizeilig angeordnet. Die hell-braunen bis braunen Ährchen sind 10 bis 25 Millimeter lang, 1 bis 1,5 Millimeter breit und enthalten 12 bis 30 Blüten. Die Spelzen sind bei einer Länge von 2 bis 2,5 Millimetern breit-eiförmig oder elliptisch, dunkel-braun und hell hautrandig, mit grünem Mittelnerv. Jede Blüte enthält drei Staubblätter und drei Narben.
Die Frucht ist rot-braun bis schwarz, scharf-dreikantig und mit aufgesetzter Stachelspitze und etwa 1 Millimeter lang.
Die Chromosomenzahl beträgt 2n = 14 oder etwa 120.

## Vorkommen
Das Hohe Zypergras ist in Afrika, in West- und Zentralasien bis Indien, in Madagaskar und im südlichen Europa verbreitet. In Europa gibt es Fundortangaben für Portugal, Spanien, Frankreich, „Großbritannien“, Deutschland, die Schweiz, Italien, Österreich, die Slowakei, Ungarn, Slowenien, Kroatien, Bosnien und Herzegowina, Serbien, Montenegro, Albanien, Griechenland, Bulgarien, Rumänien, auf der Krim sowie im europäischen Teil der Türkei.
Es gedeiht in Mitteleuropa an Fluss- und Seeufern, auf Sumpfwiesen, an Wassergräben, gern im Röhricht, auf nassen, zeitweise überschwemmten, nährstoffreichen, humosen, schlammigen Sand- und Tonböden. Es wächst in Pflanzengesellschaften der Verbände Magnocaricion oder Calthion und kommt in Mitteleuropa nur in tieferen Höhenlagen vor.
Die ökologischen Zeigerwerte nach Landolt et al. 2010 sind in der Schweiz: Feuchtezahl F = 4+w+ (nass aber stark wechselnd), Lichtzahl L = 4 (hell), Reaktionszahl R = 3 (schwach sauer bis neutral), Temperaturzahl T = 4+ (warm-kollin), Nährstoffzahl N = 3 (mäßig nährstoffarm bis mäßig nährstoffreich), Kontinentalitätszahl K = 1 (ozeanisch).

## Systematik
Die Erstveröffentlichung von Cyperus longus erfolgte 1753 durch Carl von Linné in Species Plantarum, Band I, S. 45. Synonyme für Cyperus longus L. sind: Chlorocyperus longus (L.) Palla, Pycreus longus (L.) Hayek.
Je nach Autor gibt es von Cyperus longus etwa zwei Unterarten:
- Cyperus longus subsp. badius (Desf.) Bonnier & Layens (Syn.: Cyperus badius Desf.): Sie kommt von Makaronesien bis Indien und Madagaskar vor.[4] Sie kommt in Deutschland unbeständig in Baden-Württemberg und früher bei Aachen vor.[8]
- Cyperus longus L. subsp. longus: Sie kommt von Europa bis zum indischen Subkontinent und in Afrika vor.[4] In Deutschland kommt die Unterart nur am Bodensee bei Lindau ursprünglich vor; sie kommt sonst selten verwildert in Baden-Württemberg, Niedersachsen, Nordrhein-Westfalen und Sachsen vor. In Österreich kommt sie ursprünglich in Bad Vöslau (Bild) vor und ist sonst in Salzburg und Oberösterreich nur verwildert.[8] Auch im Schweizer Mittelland, im Tessin und in den Niederlanden kommt sie vor.[8]

## Trivialnamen
Für das Hohe Zypergras bestehen bzw. bestanden auch die weiteren deutschsprachigen Trivialnamen: Europäische Cyperwurzel, Lange Cyperwurzel, Eckiges Zypergras, Wilder Galgan(t) oder Wilde Galgantwurzel.